# Sancho II (król Nawarry)
Sancho II Garcés Abarca (zm. w grudniu 994) – król Nawarry oraz hrabia Aragonii od 970 do 994.
Był synem Garcia Sancheza I i Andgregeto Galindez, córki hrabiego Galindo II Aznáreza z Aragonii.
Historia General de Navarra sporządzona przez Jaime del Burgo mówi, że z okazji darowizny willi w Alastue króla Pampeluny dla klasztoru w San Juan de la Peña w roku 987, Sancho II nazwał siebie królem Nawarry – jest to pierwsze odnotowane użycie tego tytułu. W części źródeł pojawia się on jako pierwszy król Aragonii, a w innych jako trzeci król tego państwa.
W tym czasie królestwa Leónu i Nawarry oraz Hrabstwo Kastylii były związane więzami rodzinnymi, a król Nawarry wspierał młodego Ramiro II z Leonu.
Po śmierci Al-Hakama II w roku 976 i sukcesji jego syna Hiszama II, który był uczniem Almanzora, wizja przyszłości królestw katolickich stała się jeszcze gorsza. Wojska Almanzora pokonały chrześcijan pod Torrevicente, na południe od Sorii, a później wróciły zwycięsko do Taracuena, obok Osmy.
W roku 975 Sancho został pokonany przez Maurów pod San Esteban de Gormaz i w 981 pod Ruedą, dwanaście kilometrów od Tordesillas.
Ponieważ nie mógł pokonac Almanzora siłą, Sancho udał się do Kordowy jako ambasador swojego własnego królestwa, przywożąc zwycięskiemu Almanzorowi wiele podarków. Udało mu się zawrzeć z nim pakt i zgodził się dać muzułmanowi swoją córkę jako żonę. Z tego związku urodził się Abd ar-Rahman Sanchuelo, sukcesor Kalifatu Kordowy.
Sancho prawdopodobnie ożenił się z Urracą Fernández z Kastylii w 962 roku, córką Ferdynanda Gonzales i Sanchy z Pampeluny. Przed 950 rokiem, Urraca była żoną Ordona III de Aza de Najera, a w 956 r. wyszła za przyszłego Alfonsa V Szlachetnego z Leonu, z którym się rozwiodła.

## Potomkowie
- García II Sanchez "Tchórz", król Pampeluny, mąż Jimeny Fernandez
- Ramiro z Nawarry (zm. 992)
- Gonzalo z Navarre. Niektóre dokumenty wymieniają go jako hrabiego Aragonii. Rządził razem ze swoją matką, Urracą, zależnie od ojca.
- Abda (Urraca) "Baskijka" z Nawarry, wyszła za Almanzora.
- Larousse wspomina Urracę Teresę z Nawarry, ożenioną z Ramiro II, matkę Sancho I.